# No te mueras por mí
No te mueras por mí es una película de drama, romance y thriller peruana del 2025 escrita, dirigida y coproducida por Daniel Rehder. Es protagonizada por Ximena Palomino y Juan Carlos Rey De Castro, contando con Arianna Fernández, Mónica Sánchez, Ebelin Ortiz, Denisse Dibos, Anahi de Cárdenas y Adolfo Aguilar. La cinta se estrenó inicialmente en temporada de festivales y fue presentado en cines peruanos el 3 de abril de 2025.

## Sinopsis
No te mueras por mí trata sobre el ascenso y la caída del romance tóxico entre Emma (Ximena Palomino), la nueva estrella del programa de telerrealidad ficticio El coliseo, y Cristóbal (Juan Carlos Rey De Castro), un exitoso empresario. Emma y Cristóbal se convierten en la pareja del momento, pero todo se viene abajo cuando se acusan mutuamente en los tribunales. Todo esto bajo la lupa de la prensa, las redes y la prejuiciosa sociedad peruana que convierte sus vidas en un espectáculo.

## Elenco
- Ximena Palomino como Emma
- Juan Carlos Rey De Castro como Cristobal
- Arianna Fernández como Alexia
- Adolfo Aguilar como Marc Anthony
- Denisse Dibos como Carolina
- Mónica Sánchez como Laura
- Luana Barrón como Luciana
- Carlos Victoria como Fiscal Huertas
- Ebelin Ortiz como Violeta
- Anahí de Cárdenas como Lucy
- Renato Rueda como Pepe
- Emilio Jaime como él mismo

## Producción
Esta es la segunda película de Daniel Rehder como director de cine, bajo su propia productora Rehder Films y la coproducción de Nix Media y Rebeca Producciones. Las escenas se grabaron en 2022 en el departamento de Lima y se cuenta con un elenco estelar el reparto principal. Uno de ellos, el actor peruano Juan Carlos Rey De Castro tras su participación en la telenovela Papá en apuros y la actriz Ximena Palomino, quien obtuvo un rol protagónico en Princesas.
No te mueras por mí fue presentado por varios festivales, incluido el de Cartagena en 2025.

## Premios
| Premio                                        | Fecha | Categoría | Nominados                  | Resultados |
| --------------------------------------------- | ----- | --------- | -------------------------- | ---------- |
| Colorado International Activism Film Festival | 2022  | Script    | Daniel Rehder Rehder Films | Ganadora   |
| Atlanta Women´s Film Festival                 | 2022  | Script    | Daniel Rehder Rehder Films | Nominada   |
| Festival de Cortos y Largos de Santiago       | 2022  | Script    | Daniel Rehder Rehder Films | Nominada   |